# Каріорексис
Каріорексис (від грец. κάρυον — горіх, ядро і грец. ρέξις — розрив) — розпад ядра на частини під час загибелі клітини. Каріорексис є одним із проміжних етапів некробіозу: наступає після каріопікнозуі передує каріолізису. При каріорексисі оболонка ядра клітини руйнується і нуклеїнові кислоти у вигляді окремих глиб проникають в цитоплазму.
Каріорексис може відбуватись як під час запрограмованної клітинної загибелі так і при некрозі.